# Klabund
Klabund, de son véritable nom Alfred Henschke (Crossen-sur-l'Oder, 4 novembre 1890 – Davos, 14 août 1928), est un écrivain et poète allemand.

## Biographie
Né dans la ville de Crossen-sur-l'Oder (devenue par la suite Krosno Odrzańskie, en Pologne), fils d'un pharmacien, Alfred Henschke contracte la tuberculose à l'âge de seize ans, maladie qui l'accompagnera tout au long de sa brève existence.
Après avoir commencé ses études à Francfort-sur-l'Oder, il se rend à Munich pour y étudier la chimie et la pharmacie, mais très rapidement il abandonne ces deux matières pour se tourner vers la philosophie, la philologie et le théâtre, se partageant entre les universités de Munich, Berlin et Lausanne. Durant la période qu'il passe à Munich, il suit l'enseignement d'Artur Kutscher et fait la connaissance de Frank Wedekind.
En 1912, il interrompt ses études et publie sa première œuvre, Célestine, sous le pseudonyme de Klabund, qui dans certaines régions d'Allemagne est un nom assez commun et qui est composé sur les mots  Klabautermann et Vagabund. À l'exemple de François Villon, qu'il admire, il se considère comme un poète « vagabond », comme ce « Klamauk le vagabond » (Klamauk vagabund) qu'il met plusieurs fois en scène dans ses œuvres de jeunesse.
En 1913, sort son premier recueil de poésie, Morgenrot ! Klabund ! Die Tage dämmern !, et il commence à publier dans certaines revues, telles Pan, Jugend ou encore Simplicissimus). En 1914, il rejoint la rédaction de la revue Die Schaubühne, qui en 1918 deviendra Die Weltbühne.

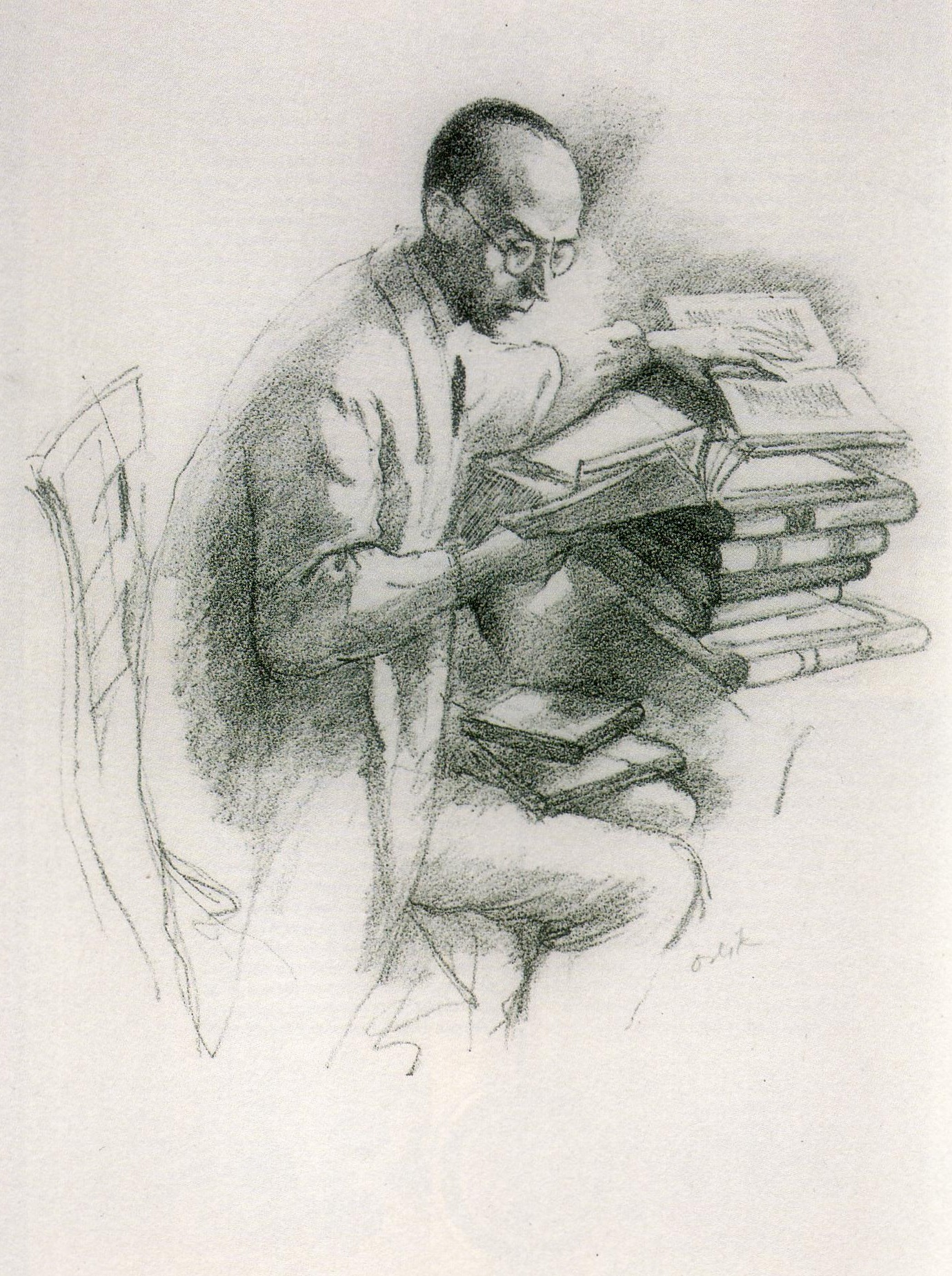
Klabund par Emil Orlik, 1915.

Il salue d’abord favorablement et avec ferveur patriotique le déclenchement de la Première Guerre mondiale et écrit même à cette occasion une série de poèmes patriotiques, mais alors qu'il se porte volontaire il n'est pas engagé du fait de sa maladie. Il passe, d'ailleurs, à partir de ce moment-là, de plus en plus de temps dans des sanatoriums suisses, et commence à cette même époque à s’intéresser à la littérature orientale et à la traduire en allemand.
Il change ensuite de position vis-à-vis du conflit dont il souhaite l'arrêt. En 1917, il s'engage plus avant dans cette voie et publie dans la Neue Zürcher Zeitung une lettre ouverte à Guillaume II d'Allemagne dans laquelle il demande à l’empereur allemand d’abdiquer. À la suite de cette lettre, il est accusé de trahison et de crime de lèse-majesté. Alors qu'il est toujours en Suisse, il devient membre du cercle de René Schickele et de sa revue pacifiste Weiße Blätter.
En 1918, il épouse Brunhilde Heberle, qu'il a connu au sanatorium. Elle meurt cependant quelques mois plus tard à la suite de complications dues à un accouchement prématuré. L'enfant, quant à lui, ne survit que quatre mois à sa mère et meurt le 17 février 1919. C'est cette même année que Klabund publie sa plus célèbre œuvre en prose, Bracke.
En 1920, il écrit un court roman intitulé Marietta, consacré à Marietta di Monaco, qui est à la fois son amie et sa muse.
En 1923, il se remarie avec l'actrice Carola Neher. Deux ans plus tard, il écrit sous forme théâtrale Der Kreidekreis (Le Cercle de craie), tiré d'un poème chinois ancien de Li Sing-Tao (1279-1368). Cette pièce lui vaut une grande notoriété. Durant les années suivantes, il écrit également pour le cabaret. Et il connaît véritablement le succès avec ses textes de cantastorie, histoires destinées à être chantées sur la place publique, qui sont très populaires et touchent un large public.
Au cours d'un voyage en Italie, effectué en 1928, il contracte une pneumonie qui, aggravée par son état de tuberculeux chronique, lui est fatale. Transporté à Davos, Klabund meurt le 14 août 1928, peu après son arrivée. Son enterrement a lieu à Crossen an der Oder, sa ville natale, et c'est son ami Gottfried Benn qui prononce son éloge funèbre.

## Œuvres

### Littérature
- Celestina. Ein Buch Alt-Crossener Geschichten, 1912
- Klabunds Karussell. Schwänke, 1914
- Der Marketenderwagen. Ein Kriegsbuch 1916
- Moreau. Roman eines Soldaten, 1916
- Die Krankheit, 1917
- Mohammed. Der Roman eines Propheten, 1917
- Bracke. Ein Eulenspiegel-Roman, 1918
- Marietta. Ein Liebesroman, 1920
- Heiligenlegenden, 1921
- Franziskus. Ein kleiner Roman, 1921
- Kunterbuntergang des Abendlandes. Grotesken, 1922
- Spuk. Roman 1922
- Der letzte Kaiser, 1923
- Pjotr. Roman eines Zaren, 1923
- Störtebecker, 1926
- Borgia. Roman einer Familie, 1928
- Rasputin 1928/29
- Roman eines jungen Mannes, 1929

### Poésie
- Morgenrot! Klabund! Die Tage dämmern!, 1913
- Soldatenlieder, 1914
- Kleines Bilderbuch vom Kriege, 1914
- Dragoner und Husaren, 1916
- Die Himmelsleiter, 1916
- Der Leierkastenmann, 1917
- Irene oder die Gesinnung. Ein Gesang, 1917
- Die kleinen Verse für Irene, 1918
- Der himmlische Vagant, 1919
- Montezuma, 1919
- Hört! Hört! 1919
- Dreiklang, 1919
- Die Sonette auf Irene, 1920 (republié sous le titre Totenklage en 1928)
- Der Neger, 1920
- Das heiße Herz. Balladen, Mythen, Gedichte, 1922
- Gedichte, 1926
- Ode an Zeesen, 1926
- Die Harfenjule, 1927

### Théâtre
- Hannibals Brautfahrt, 1920
- Die Nachtwandler, 1920 (?)
- Der Kreidekreis, 1925
- Das lasterhafte Leben des weiland weltbekannten Erzzauberers Christoph Wagner, 1925
- XYZ. Spiel zu Dreien, 1928

### Adaptations et traductions
- Dumpfe Trommel und berauschtes Gong. Nachdichtungen chinesischer Kriegslyrik 1915
- Li tai-pe, 1916
- Das Sonngedicht des persischen Zeltmachers. Neue Vierzeiler nach Omar Khayyâm 1916/17
- Die Geisha O-sen. Geisha-Lieder. Nach japanischen Motiven, 1918
- Der Feueranbeter. nachdichtungen des Hafis, 1919
- Mensch, werde wesentlich! Laotse. Sprüche, 1920
- Das Blumenschiff. Nachdichtungen chinesischer Lyrik, 1921
- La Rochefoucauld - Gedanken der Liebe, 1922/23
- Der junge Aar. (L'Aiglon.) Drama in sechs Akten, 1925

## Traductions en français
- Borgia : roman d'une famille, trad. de Charles Burghard, Paris, Flammarion, 1931, 248 p.
- [pas clair]Moreau, trad. de Pierre Meylan, Paris, Éditions des Portes de France, 1946, 79 p. ; rééd. Cognac, Le Temps qu'il fait, 1989, 77 p.
- Mohammed : le roman d'un prophète et Raspoutine : un roman-scénario, trad. de Jacques Meunier, Paris, M. Milo, 2001, 159 p.
- Moreau, roman d'un soldat et Piotr, roman d'un tsar, trad. de Jacques Meunier, Paris, M. Milo, 2001, 221 p.
- Bracke : roman d'un espiègle, trad. de Jacques Meunier, Paris, M. Milo, 2002, 168 p.
- Le Cercle de craie, pièce en cinq actes, trad. de Pierre Deshusses, Paris, M. Milo, 2002, 129 p.
- Roman d'un jeune homme, roman, trad. de Jacques Meunier, avant-propos de Gérald Messadié, Paris, M. Milo, 2002, 178 p.
- Saint François, petit roman, suivi de La maladie, récit, trad. de Jacques Meunier, avant-propos de Gérald Messadié, Paris, M. Milo, 2002, 147 p.
- Fantôme, roman, Jacques Meunier, Paris, M. Milo, 2004, 188 p.
- XYZ, pièce en trois actes et à trois personnages, trad. de Pierre Deshusses, Paris, M. Milo, 2005, 93 p.

### Notices d'autorité
- Ressources relatives à la musique :   - International Music Score Library Project
  - Bait La Zemer Ha-Ivri
  - Discogs
  - MusicBrainz
  - Répertoire international des sources musicales
- Ressources relatives au spectacle :   - Archives suisses des arts de la scène
  - Les Archives du spectacle
- Ressources relatives à l'audiovisuel :   - Filmportal
  - IMDb
- Ressource relative à la littérature :   - Internet Speculative Fiction Database
- Notices dans des dictionnaires ou encyclopédies généralistes :   - Britannica
  - Brockhaus
  - Deutsche Biographie
  - Dictionnaire historique de la Suisse
  - Enciclopedia italiana
  - Hrvatska Enciklopedija
  - Internetowa encyklopedia PWN
  - Nationalencyklopedin
  - Proleksis enciklopedija
  - Store norske leksikon
  - Treccani
  - Visuotinė lietuvių enciklopedija
- Notices d'autorité :   - VIAF
  - ISNI
  - BnF (données)
  - IdRef
  - LCCN
  - GND
  - Italie
  - Japon
  - CiNii
  - Espagne
  - Belgique
  - Pays-Bas
  - Pologne
  - Israël
  - NUKAT
  - Catalogne
  - Suède
  - Vatican
  - WorldCat